# Karl von Keissler
Karl von Keissler, född 13 april 1872, död 9 januari 1967, var en österrikisk botaniker.
von Keissler blev filosofie doktor i Wien 1895 och direktör för botaniska avdelningen vid naturhistoriska museet där 1923. Han undersökte särskilt svampar och lavar. von Keissler utgav Die Flechtenparatiten (i Gottlob Ludwig Rabenhorsts Kryptogamen-Flora von Deutschland, Österreich under der Schweiz, 2:a upplagan, 8, 1930) samt var redaktör för Annalen der Naturhistorischen Museums in Wien och det av museet från 1894 utgivna exsickatverket Kryptogamae exsiccatae.